# Víktor Leóntiev
Víktor Anatólievich Leóntiev (Moscú, Rusia, 27 de abril de 1940) es un gimnasta artístico ruso que, compitiendo representando a la Unión Soviética, consiguió ser subcampeón olímpico en Tokio 1964 y subcampeón mundial en 1966 en el concurso por equipos.

## Carrera deportiva
En el Mundial de Praga 1962 ayuda al equipo soviético a conseguir la plata, quedando situados en el podio tras los japoneses y por delante de los checoslovacos.
En los JJ. OO. de Tokio 1964 gana la plata en el concurso por equipos, tras Japón y por delante de Equipo Unificado Alemán, siendo sus compañeros de equipo: Sergei Diomidov, Viktor Lisitsky, Boris Shakhlin, Yuri Titov y Yuri Tsapenko.